# طب بديل

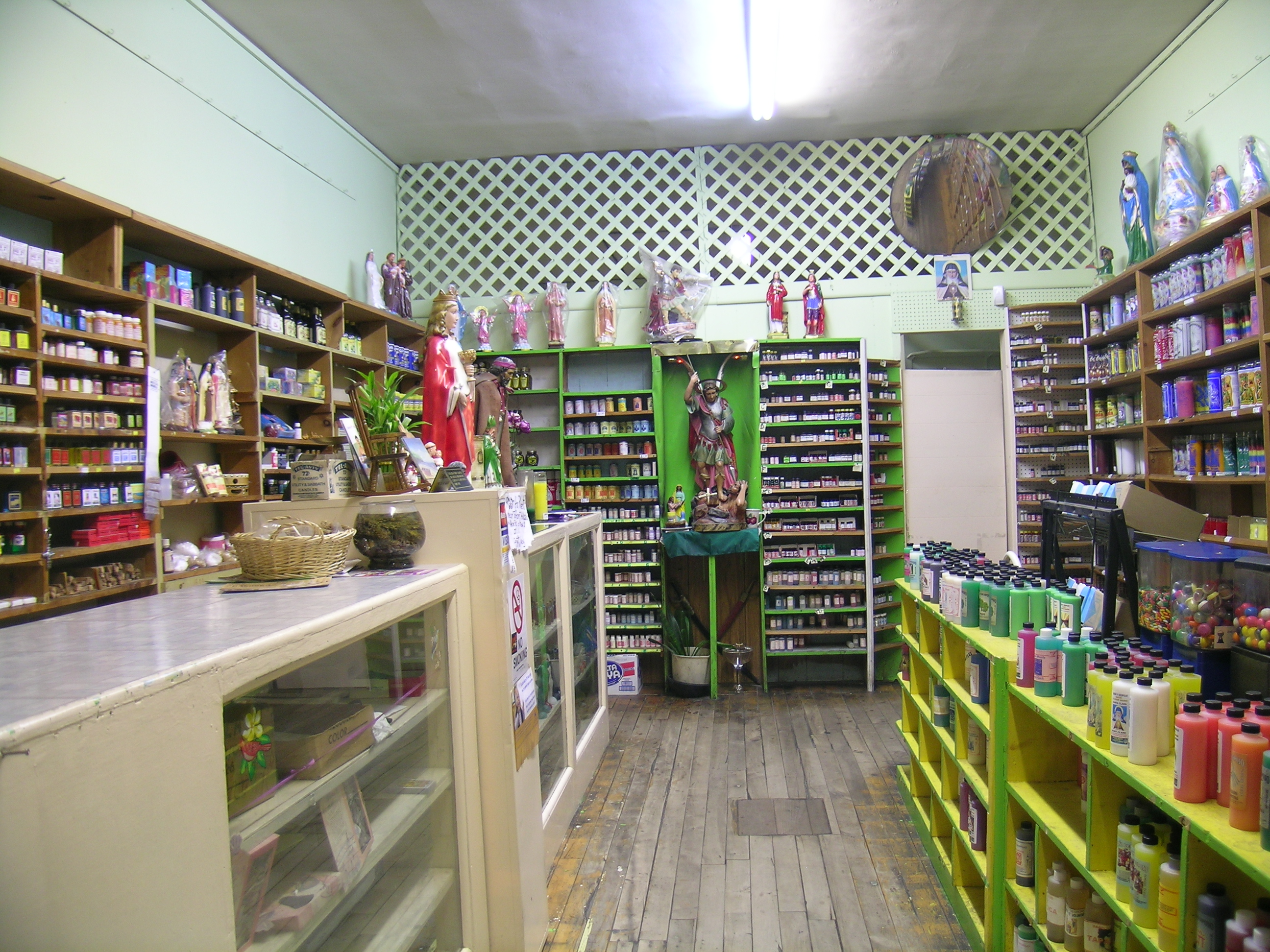
متجر صغير في ولاية ماساتشوستس متخصص في بيع منتجات الطب البديل كالشموع والزيوت العطرية للسكان المحليين.

يقصد بلفظ الطب البديل (بالإنجليزية: Alternative medicine)، كما يُعرف في العالم الغربي، بأنه أي نوع من وسائل المعالجة التي لا تنتمي إلى الطب التقليدي الحديث. ومن أمثلته المشهورة: الأعشاب الطبية، الطب الصيني، اليوجا، التنويم المغناطيسي، المعالجة المثلية، الإبر الصينية.
يُعرف الطب البديل على أنه أي مُمارسة للتطبيب «لا تقع ضمن نطاق الطب التقليدي»، أو "هو الذي لم يظهر باستمرار ليكون فعال."
حصل جدل واسع وأراء متفاوتة بشأن هذا الطب فهناك من يقول بأنه ناجح ولكن لا يلغي دور الطبيب الحقيقي ولا يعالج كل الحالات بينما هناك من يحكم عليه بالعلم الزائف، بينما يرى آخرون أن دخول النصب والدجل في بعض أنواع هذا الأساليب العلاجية جعل البعض يحكم بنفي صحته.
وفي بعض الحالات، يقوم على أساس تاريخي أو تقاليد ثقافية، بدلا من أساس علمي (مثل: القائمة على الأدلة). النقاد يؤكدون أن مصطلحي «مكملة» و«الطب البديل» هما العبارات المُلطفة الخادعة التي تهدف إلى إعطاء انطباع للسلطة الطبية. وقد صرح ريتشارد دوكينز أنه «لا يوجد أي دواء بديل، ولكن يوجد دواء يعمل ودواء لا يعمل.» المركز الأميركي الوطني للطب التكميلي والبديل (NCCAM) أمثله على بما في ذلك من دراسات العلاج الطبيعي، علاج تقويم العمود الفقري، الطب والأعشاب، والطب الصيني التقليدي، الأيورفيدا، والتأمل، واليوجا، الارتجاع البيولوجي، التنويم المغناطيسي، والمثلية، والإبر الصينية، والعلاجات الغذائية المستندة، بالإضافة إلى مجموعة من الممارسات الأخرى.

## الاستخدام والقبول العلمي
في العقدين الأخيرين، ازدادت شعبية الطب البديل أو التكميلي (CAM)، ويُلاحظ قابلية واهتمام متزايد من قِبَل كل من العاملين في المجال الطبي والمرضى. مراجعة منهجية تضمنت 25 دراسة استقصائية للفترة 2002–2017، أظهرت أن نحو 52 % من الأطباء المتخصصين يقبلون CAM بينما يبلغ الاستخدام الفعلي حوالي 45 %، مع تفاوت كبير بين التخصصات، ويظهر أعلى قبول لدى أطباء الأسرة وطب الأطفال والنساء والوقاية النفسية.
وأظهرت مراجعات أخرى أن معدّل الإبلاغ عن استخدام CAM إلى مقدمي الرعاية الطبية منخفض نسبيًا، إذ لا تتجاوز نسبة الإفصاح 33 % في العديد من الأحيان، ويرجع ذلك إلى عوامل متعددة مثل عدم استفسار الطبيب، أو اعتقاد المريض بأمان العلاج البديل أو بعدم أهميته.
أما على مستوى الفعالية المتكاملة، فقد خلصت مراجعات علمية عالية الجودة إلى أن معظم ممارسات الطب البديل، مثل المعالجة المثلية، لا تتفوق على الدواء الوهمي (البلس بلاس)، وقد أشار تقييم منهجي إلى أن مراجعة أجريت في سويسرا (PEK) استنتجت أن التأثيرات المُلاحظة تتوافق مع التفاعل النفسي فقط، مما دفع العديد من الهيئات الوطنية (UK, Australia وغيرها) إلى وقف الدعم والتمويل الحكومي لها.
بالمقابل، بيّنت بعض الأدلة وجود فوائد محدودة ومكملة لطرق معينة مثل اليوجا والتأمل والوخز بالإبر والتدليك، خصوصًا في تخفيف الألم أو التوتر وتحسين جودة الحياة لدى مرضى السرطان، إلا أنها لا تُستخدم كبديل للعلاج الطبي التقليدي ويُنصح بتنسيقها ضمن رعاية طبية شاملة.
ويجدر التنبيه إلى أن الاعتماد الوحيد على الطب البديل على حساب العلاجات التقليدية المثبتة قد يُعرض المرضى لمخاطر صحية جسيمة، كما تم توثيقه في حالات مثل تأجيل علاج السرطان أو الإقلاع عن الأدوية المؤكدة علميًا مما يؤدي لتفاقم الحالة الصحية.

## العلاج بالأعشاب
تجتاح العالم في الآونة الأخيرة موجة تطالب بالعودة للطبيعة سواء في الغذاء أو الدواء وتستهدف حتى أسلوب المعيشة والحياة، ويعتبر التداوي بالأعشاب الطبية على قمة قائمة هذه التطلعات، لأن القدرة الشفائية لها معروفة منذ آلاف السنين وما زالت هذه القدرة ظاهرة حتى اليوم، ولبعض الأعشاب أضرار ومساوئ بالرغم من كونها طبيعية، فبعضها قد يسبب الفشل الكبدي مثل شاي (شيرال) الذي يزيل الآلام ويعتبر مضاداً للأكسدة، وبعض الأعشاب قد تتفاعل مع الأدوية التقليدية وتسبب أضراراً بالجسم، فتناول الثوم النييء مع الزنجبيل مثلاً قد يفيدان في علاج الصداع إلا أنهما معا يسببان ميوعة بالدم ويمنعان تجلطه مما يعرض الشخص لنزيف مستمر.
لهذا نجد أن الأعشاب أدوية عبارة عن عقاقير طبية من أصل نباتي وبها مواد فعالة ويمكن أن تتدخل مع علاجات أخرى أو مع أمراض كالسكري وارتفاع ضغط الدم، لهذا يكون تناولها بحرص شديد وتكون جرعاتها محسوبة بدقة، هذا يعرفه الصيادلة أكثر من غيرهم، لأن علم العقاقير من العلوم الأساسية في دراساتهم وله أبحاثه، ولهذا نجد العطارين يجهلون هذه الأثار الجانبية المدمرة بل والقاتلة أحياناً، بعض الأعشاب الشهيرة المستعملة في التداوي والعلاج مثل:
- عشب اليوهمبين لعلاج العجز الجنسي … فإن تناوله بجرعات كبيرة يسبب انتصاب العضو لعدة ساعات، مما يقلق متعاطيه.
- تناول نقط زيت البرجموت أو الياسمين أو تناول شاي عشب الفاليريانا أو بقلة يوحنا أو البابونج (الكاموميل)، مفيد لعلاج القلق والتوتر العصبي.
- في الاكتئاب والتفكير الحزين يفيد الخردل أو خلاصة بقلة يوحنا (سان جون وورت) أو خلاصة كافاكافا، وهذه أكثر فاعلية وأمنا من دواء البروزاك الشهير وبعض المواد التي تفيد في علاج الاكتئاب كفيتامين (ب) مركب تعيد التوازن الكيماوي الحيوي بالجسم مع تناول البطاطس المسلوقة وشرب اللبن يفيد، لأن به مادة التروفان التي يصنع منها هورمون السيروتونين في وجود فيتامين ب6 وب3 وعنصر الزنك، وهذا الهورمون يلعب دورا رئيسيا في إزالة الاكتئاب.
- في الإسهال: يفيد النعناع. ويمكن تناوله كشاي أو سفوف المسحوق.
- في الصداع: يفيد البصل وبذور عباد الشمس.
- في الغثيان وحرقان القلب (الحموضة) أو عسر الهضم: تفيد شايات زهر البابونج (كاموميل) والزنجبيل والقرفة والنعناع والينسون والعرقسوس. وقد يصاحب الغثيان حموضة مفرطة بالمعدة تسبب تآكل جدارها مسببا القرحة، ويفيد تناول الخبز والأرز والمكرونة والخضراوات والفواكه الطازجة لتبطين جدار المعدة ومنع تهييج الحامض لها، وهذه الأطعمة نتناولها بكميات قليلة وعلى فترات متقطعة مع تناول كوب لبن قبل النوم حتى لا تصبح المعدة خاوية أثناء النوم مع إجراء التمارين الرياضية كرياضة المشي لأنه يقلل الحامض بالمعدة.
- لتقوية الذاكرة ولاسيما لدى المسنين يفيد خلاصة نبات جينكو بيلوباولاسيما ولو كان السبب قلة تدفق الدم بالدماغ والأطراف لأنه يزيد تدفقه. وفي غير هذا لا يفيد، فقد يكون سبب ضعف الذاكرة سبب أخر. ولا يحسن الوظائف المعرفية بالمخ. وقد يفيد في مرض الزهايمر لأنه يؤخر تلف خلايا الدماغ.
- في أعراض ما قبل الطمث حيث التوتر العصبي واحتجاز الماء بالجسم وتضخم الثديين. فيفيد تناول البقدونس لأنه غني بأملاح الحديد والبوتاسيوم والماغنسيوم. مع تناول فيتامين (ب6) الذي يفيد في احتباس البول.
- زيت الكتان (الزيت الحار) يفيد الأوعية الدموية والأعصاب والبروستاتا ويخزن داخل الثلاجة.

الشوفان البري يفيد في أعراض ما قبل الطمث والتوتر العصبي وتضخم الثديين. لأنه غني بالبروتينات والفيتامينات والمعادن الأساسية ولاسيما السيلكا والبوتاسيوم والماغنسيوم وهي مكونات أساسية للعظام والخلايا. وبه مادة (بيتا–جلوكان) التي تمتص الدهون بالأمعاء فيقلل الكولسترول ويمنع ظهور سرطان القولون.
- عشب اخناسيا (اشناسيا) يقوي جهاز المناعة ويساعد على مقاومة الأمراض المعدية البكتيرية والفيروسية ولا يتعاطى لمدة طويلة حتى لا يضعف جهاز المناعة.
- شاي الزعتر يقوي جهاز المناعة وهو مضاد حيوي قوي ضد البكتيريا والفيروسات، لهذا يشرب أثناء موسم البرد سواء ساخناً أو بارداً، وغرغرة الشاي تفيد في التهاب الحلق واللوز، لعلاج أثار الجروح بالجلد وتحسين البشرة توضع عجينة طوال الليل من ملعقة صغيرة من عسل النحل وربع ملعقة صغيرة ملح وملعقة صغيرة مسحوق كركم.
- الهندباء: الهندباء نشا في آسيا، ويستخدم ضمن طب الأعشاب في تطهير الكبد والجهاز الهضمي. وهو يساعد في خفض نسبة السكر في الدم بسبب تحفيز خلايا البنكرياس.

## اليوجا
لا شك أن ممارسة تمارين اليوجا تعيد للجسم توازنه وتجعله يحتفظ بصحته وحيويته، وتعتبر أنواعا من التمارين الرياضية لتقوية الجسم والعضلات والجلد، نجد أن بعض النسوة قد يصبن بحالة اكتئاب ما بعد الولادة وهو نوع من الاكتئاب الموسمي نتيجة عدم تعرضهن لضوء الشمس فينتابهن حالة من النوم كثيرا والنهم لتناول السكريات والنشويات وعدم الرغبة في الجماع، لهذا فإن التريض في الجو المشمس، وتمارين اليوجا بأخذ نفس عميق وببطء يقوي عضلات البطن، كما أن التنفس العميق تزيد من التروية الدموية للخلايا والأنسجة داخل الجسم، ويساعد المشي في افراز الاندروفينات (الأفيونات) بالجسم والتي تسكن الآلام كما أن التركيز والاسترخاء أثناء تمارين اليوجا يجعلان الدماغ يفكر بترتيب ويمنعان التشوش في الأفكار مع تنشيط الدورة الدموية والجهاز الليمفاوي المناعي مما يكسب الشخص قدرة وحيوية.
تستغرق تمارين اليوجا من سبع إلى سبعين دقيقة يومياً وتفيد في ِآلام الظهر والقلق والتوتر والضغط العالي والربو التحسسي لأنها توسع الشعب التنفسية، ولعلاج آلام الظهر يقف الشخص منتصباً كلما أمكن للتخلص من الآلام المبرحة مع ممارسة بقية تمارين اليوجا بعد ذلك.

## الإبر الصينية
لقد بلغ العلاج بالابر الصينية من الدقة والقدرة بحيث تجري حاليا من قدرتها على التخدير الكلي للمريض وإجراء عملية قلب مفتوح لتغيير صمام شرياني. ويظل المريض أثناء إجرائها يقظا ومنتبها لما يدور من حوله. وقد يستغرق تغيير الصمام نصف ساعة ولايحس المريض حتى بالخياطة أو نشر عظمة الصدر. وتبدو عليه الابتسامة.
والعلاج بالإبر الصينية غير مؤلم ويشبه لدغة البعوضة. وحاليا يعالج الربو والإدمان للمخدرات أو الخمور أو التحكم في شدة الألم. وعدد جلساته حسب حالة. ويعتمد العلاج بالوخز بالإبر الصينية علي نظرية قوة تشي (qi) التي تنشط الحياة لأن بدون قوة (تشي) لا توجد حياة لأن هذه القوة تتدفق في أجسامنا.حتى في الطبيعة … فإن وجودها يقوي الرياح وتدفق الماء.وتتكون من قوتين متضادتين هما قوة البرد وقوة الرطوبة اللتين يظهران في أجسامنا مع قوة الحياة التي يصاحبها الحرارة والجفاف. وهذه القوة تنطلق في أجسامنا من نقاط عبر قنوات غير مرئية يطلق عليها دوائر الخطوط الطولية التي تعبر الجسم عبر 14ممرا طوليًا وتتجمع هذه الممرات في الأعضاء الداخلية. وأي انغلاق بها في أي جزء من الجسم يسبب عدم التوازن الذي يولد المرض. لهذا الوخز بالإبر الصينية فوق النقاط على سطح هذه الممرات الطولية يثير عودة تدفق قوة (تشي)في هذه الخطوط وهذه النظرية الصينية تعد نظرة فلسفية ليس لها أي سند علمي حتى الآن. ولا يمكن قياس قوة تشي. وإذا كان الوخز بالإبر الصينية يعمل فعلا … فهذا مرده إلى تأثير الإبر ذاتها التي تساعد على أفراز المورفينات (اندورفينات) والكورتيزونات الطبيعية بالجسم والتي تعالج الالتهابات العصبية والجسدية والعضوية. وهذا ما يجعل لها شواهد علاجية في الطب التقليدي ولا سيما أنها بلا آثار جانبية كالأدوية والجراحة..

## طرق أخرى

### اللمسة الشفائية
هذا الشكل من العلاج غير شائع، ويطلق عليه العلاج بالطاقة الشفائية أو العلاج الروحاني، ويتم عن طريق لمس يد المعالج للشخص المريض وقديماً كان يطلق عليه العلاج باللمسة الملكية، وكان يعتقد أنها لمسة إيحائية. وكان شائعا في فرنسا عندما كان ملوكها يستقبلون المرضى ويصافحونهم. حيث يفسرها المتحمسون لهذا النوع من النشاطات بأنه تنتقل ذبذبات مختلفة من المعالج للشخص المريض معتمدة علي قوة الإيمان الإيحائي لديه فيحدد الأماكن التي بها طاقة قليلة أو منغلقة، ثم يقوم بوضع يده على الجسم لتنتقل منه الطاقة لشخص آخر باللمس أو عن طريق النظر أو حتى بالاقتراب من الشخص المريض، وتستمر الجلسة ساعة وقد يشعر المريض بعدها بالراحة والاسترخاء بعد تنشيط القوة الشفائية بالجسم، طبعًا تفتقد هذه الطرق إلى المنهجية العلمية في التبرير والتطبيق ولا تعدو كونها ذات تأثير نفسي إيحائي على من يؤمنون بهذا النوع من الطقوس.

### العلاج بالأصوات
يعتقد أن هنالك تأثيراً على خلايا الجسم البشري ناتجًا عن التعرض للموجات والذبذبات الصوتية يتمثل في زيادة تدفق الدم إليها وتحسين التمثيل الغذائي بها مما يعطيها طاقة منشطة.
تم اختراع ما يعرف بالكرسي الصوتي الفسيولوجي وفيه يجلس المريض وتغمر جسمه مجموعة من الأصوات. ويقوم كومبيوتر خاص بتحديد نوع الأصوات المسلطة عليه والتي يحتاجها الجسم في العلاج ويعتقد البعض أن لكل مادة حالة طبيعية من الذبذبات الترددية المحددة بدقة والثابتة. حتى الذرات بأي جسم والإلكترونات التي تدور حول أنويتها لها موجات صوتية ترددية ثابتة ومتناهية الخفوت الصوتي. وتستعمل هذه الترددات الصوتية الضعيفة بتوجيه موجات صوتية لها تردد فعال يعادل أي خلل في ترددات الذرات المريضة لتستعيد ترددها الطبيعي والفعال. لهذا يستخدم العلاج الصوتي في علاج الأمراض العضلية العظمية والأمراض العصبية والنفسية كالآلام المزمنة والتهاب المفاصل والدورة الدموية الضعيفة. ويشجع المرضى بسماع الموسيقي الهادئة والأصوات الطبيعية وهم فوق الكرسي لتلف هذه الأصوات الشخص وهو قابع فيه لتدخل جسمه محدثة بذبذباتها نوعا من التدليك متوافقة مع الذبذبات الطبيعية الموجودة أصلا به. فتنشط الدورة الدموية والليمفاوية وتخفض ضغط الدم المرتفع وتقلل الآلام وتحدث ارتخاء بالعضلات والأعصاب الحركية وتعالج تصلب الشرايين والآلام المزمنة بالظهر والروماتويد والتهاب العظام وضمورأو تيبس العضلات وتخليص الجسم من نفاياته.
وحاليا يجري العلاج بالموسيقى للمرضى ولاسيما قبل إجراء العمليات الجراحية لهم لأحداث استرخاء عضلي لهم. فيقومون بالاستماع للموسيقي الصوفية التركية ويصاحبها تدليك للمكان الذي ستجري به العملية. أو يقوم المعالج باللمسة الشفائية بتمرير اليدين فوق الرأس والجفنين مع الاستماع للموسيقي من خلال سماعات يضعها المريض في أذنيه أثناء إجراء العملية الجراحية.

### العلاج بالألوان
يعتبر العلاج بالألوان حاليا حقيقة علاجية وطريقة رخيصة لتحسين بيئة المنازل والمكاتب. فاللون الأزرق يفيد كثيرا في التقليل من التوتر العصبي لأنه يقلل من الموجات المخية التي تنشط المخ. والألوان الهادئة عامة تهديء الأعصاب، ويمكن وضع لوحة أو بوستر البحر فوق المكتب أو الحائط به. ويفيد اللون البرتقالي في هذا الإحساس أيضا.
واللون الأخضر في ملابس الأطباء نجده يوحي لنا بالهدوء.كما أن دهان غرف الطواريء باللون الأحمر يولد الشعور بالحذر والانتباه. واللون الأبيض يوحي بأن المكان صحي، ولون المطابخ باللون التركواز أو الأزرق أو البنفسجي يبعث علي الهدوء والنظرة المنتعشة. وفي العمل نجد أن اللون الأصفر أو اللون البنفسجي يبعثان على التركيز والتفكير العميق والحكمة والابتكار والجدل. أما اللون الأحمر فنادرا ما يستخدم إلا أنه يبعث علي الحيوية والطاقة.
وفي غرف النوم يضاف إليها بعضا من اللون الأحمر.لأنه يبعث علي الصحة والتنفس العميق والطاقة وممارسة الجنس. واللون الأزرق أو (الموف) يهدىء الأعصاب. أما غرف الأطفال فيتغير ألوانها باستمرار معتمدة علي شخصية الطفل. لأن الأطفال يستجيبون للألوان. ويكون تغييرها متدرجا حسب ترتيب ألوان الطيف كالأحمر والبرتقالي والأصفر. وهذا التغيير اللوني يتم حسب المراحل العمرية. وفي سن المراهقة يناسبها اللون الأخضر والأزرق.

### طب الطاقة
تعتبر أشعة إكس والتصوير المقطعي بالرنين المغناطيسي والعلاج بالإشعاع أشكالا من قوة الطاقة الغير منظورة، وتستخدم بشكل تجريبي حالياً في علاج الاكتئاب والتئام الجروح، وهذه الطاقة تستخدم لتشخيص بعض الأمراض الجسدية وعلاجها، بينما نجد الطاقة المحسوسة كالحرارة والضوء والصوت تفيد أيضًا، فتستخدم الحرارة لتبعث الدفء والارتخاء في عضلات الرقبة وتخفف الآلام، كما أن العلاج بالاشعة فوق البنفسجية تحسن أحوال الجلد كما في مرض الصدفية
يستخدم بعض الرياضيين حالياً المغناطيسات لتخفيف آلامهم ولاسيما بسبب إصابات الملاعب. فتستخدم الأقطاب والأحجار المغناطيسية في علاجهم. لأن هذه الأقطاب تقلل الآلام وتنشط الدورة الدموية لوجود أيونات الحديد بخلايا الدم الحمراء.فيحدث بينهما تجاذب مما يجعل كريات الدم تتدافع.كما تتدخل المغناطيسية في الجهاز العصبي الذي يتلقي الرسائل الإشارية بالجسم ويصنفها. والمغناطيسية تتدخل في نقل هذه النبضات الإشارية العصبية المسئولة عن تقلص العضلات وانبساطها. مما يشعرنا بأن الآلام قد زالت.
أما آخر التقنيات الطبية التجريبية التي تخدم مجال طب الطاقة، فهي العلاج الخلوي بالرنين الحيوي حيث يعتبر هذا هو أحد فروع الطب المدمج ويستخدم ترددات الخلايا الجسدية حيث يتم تقويتها وفلترتها من الإشارات المرضية مما يعطي للجسم فرصة ليساعد نفسه على الشفاء حتى بدون أدوية في بعض الحالات.

### طب أيورفيدا
نوع من العلاج الطبيعي الهندي يعتمد على التشخيص والغذاء والأعشاب والتأمل وممارسة وسائل الاسترخاء (اليوجا) ليستعيد الجسم توازنه وجعل الشخص متوازنا ومتناسقا مع الطبيعة من حوله لأنه جزء منها. ويعتبر أن كل شخص قد ولد وبه كميات مختلفة من قوي طبيعية ثلاثة، هي قوة الهواء (الفضاء) ويسمي الشخص هوائي، قوة النار ويسمي الشخص ناري وقوة الماء والأرض معا ويسمي الشخص مائي أو ترابي. وطب أيورفيدا (Ayurveda) يركز علي مراكز الطاقة الموزعة بالجسم. وهي 8 مراكز يطلق على كل منها (شاكرا)، وتقوم بتنسيق تدفق الطاقة بين أعضائه.

### علاج شيرداهرا
علاج شائع لدى شعب الهيمالايا ويعتمد على التنقيط بالزيت الدافئ والتنفس العميق مع الاسترخاء لعلاج الإجهاد الذهني والعضلي، وعن طريق التنفس العميق بدفع الهواء تجاه الحجاب الحاجز إلى أسفل البطن وليس عن طريق الصدر. وهذا يؤدي إلى تهدئة الشخص وعضلاته ويجعل الدم يتدفق في الجلد والحواس وأطراف الأصابع، وأثناء هذا التمرين يلف الرأس بقماش ليصبح كالمومياء وينقط زيت دافئ من إناء به ثقب سفلي معلق فوق الرأس ويقوم المعالج بتدليك الجبهة والشعر بأصابعه لمدة 20 دقيقة وينزل الزيت في حوض لجمعه وبعد الإنتهاء من التدليك يسلط ماء حار نسبياً لإزالة الزيت ثم يجفف الجبهة والشعر بفوطة ساخنة.